# Kuningasaar
Kuningasaar est une île d'Estonie sur le réservoir du Narva.

## Géographie
Elle se situe à la frontière de la Russie et fait partie de Narva. Elle s'étend sur environ 532 m de longueur et 130 m de largeur. 